# Искьердо, Мария
Мария Искьердо (исп.  María Izquierdo; 30 октября 1902, по другим сведениям — 1906, Сан-Хуан-де-лос-Лагос — 3 декабря 1955, Мехико) — мексиканская художница.

## Биография
В пять лет потеряла отца, с семьей бабушки жила в Агуаскальентес, Торреоне, Сальтильо. В школе Сальтильо начала учиться живописи. В 14 лет вышла замуж, родила троих детей, когда ей ещё не исполнилось двадцати. В 1927 приехала в Мехико, разошлась с мужем, поступила в художественную Академию Сан-Карлос, где училась в течение года. Слушала курс истории искусства, который читал видный мексиканский философ Антонио Касо. Познакомилась с Диего Риверой. Стала подругой Руфино Тамайо, он был её наставником в технике живописи (гуашь, акварель) и повлиял на её манеру в формативный период 1929—1933 годов.
После ухода из Академии жила в Агуаскальентес и Сальтильо. В 1944 снова вышла замуж, в 1953 и этот брак распался.
Первая персональная выставка Искьердо состоялась в галере Дворца изобразительных искусств в Мехико (1929, предисловие к каталогу написал Диего Ривера). В том же и следующем году её работы экспонировались в Нью-Йорке — это была первая выставка мексиканской художницы за пределами Мексики. Экспозиция включала в себя четырнадцать картин, в том числе натюрморты, портреты и пейзажи. В 1930 году Американская федерация искусств представила в Музее-Метрополитен выставку мексиканского народного искусства и живописи, в которую вошли работы Руфино Тамайо, Марии Искьердо, Диего Риверы и Агустина Лазо. С 1929 художница работала также в технике гравюры.
С 1935 года Искьердо преподавала в Школе пластических искусств (Escuela de Artes Plásticas) при Секретариате народного образования и была членом Лиги профессиональных и творческих деятелей (Лига революционных писателей и художников). Она также была членом-учредителем Casa de Artistas de América (Дом американских художников).
Когда французский поэт и теоретик сюрреализма Антонен Арто путешествовал по Мексике, он был очарован работами Искьердо, и  описал её картины как «честные, спонтанные, примитивные и тревожные». Из-за своей дружбы с Арто Искьердо приняла некоторые принципы сюрреализма. Благодаря его влиянию художница смогла выставиться в Париже в 1937 году.
Как художница, Мария Искьердо страдала от монополии муралистов Диего Риверы, Хосе Ороско и Альфаро Сикейроса, которые систематически блокировали её попытки написать фрески в Мехико. В 1948 году с Искьердо расторгли контракт на цикл росписей во Дворце федерального округа. По мнению Риверы, женщина не обладала необходимыми качествами для выполнения стеновых работ, и художнице бы не хватило ни таланта, ни опыта, чтобы завершить такой большой проект. На сегодняшний день сохранились только эскизы настенного проекта Марии Искьердо.
Мария Искьердо продолжала сопротивляться этому давлению всю жизнь. В своей книге «La mujer y el arte mexicano» художница пишет: «Родиться женщиной и обладать талантом — преступление».
В 1948 году Искьердо перенесла инсульт и была частично парализована. Благодаря своей силе воли она смогла продолжить рисовать, но с трудом и не достигнув прежнего уровня. Мария Искьердо умерла в Мехико 3 декабря 1955 года.
25 октября 2002 года, через сто лет после рождения художницы, Национальная комиссия по искусству и культуре в Мехико объявила работы Марии Искьердо национальным культурным наследием (Artistico de la Nación). С этой честью она получила заслуженное место среди других великих художников своего времени — Хосе Клементе Ороско, Давида Альфаро Сикейроса, доктора Атля и Фриды Кало.

## Творческая манера
Живопись Искьердо (пейзаж, портрет, натюрморт) отличается интенсивностью цветового решения. Её сближают с сюрреализмом, хотя она значительно ближе к народному искусству, примитиву, живописи Матисса.

## Работы online
| - Retrato de Belem, 1928 - La Sopera, 1929 - El teléfono, 1931 - Hombre con caballo, 1932 - Naturaleza muerta, 1932 - El domador, 1932 - Calvario, 1933 - Alegoría del trabajo, 1936 - Alegoría de la libertad, 1937 - La raqueta, 1938 - Caracoles, 1939 - Retrato de Juan Soriano, 1939 - Ensayo de Ballet, 1939 - El circo, 1939 | - El mantel rojo, 1940 - El ronzal azul, 1940 - Estación tropical, 1940 - Escena de circo, 1940 - El baile del oso, 1940 - Retrato de María Asúnsolo, 1941 - El alhajero, 1942 - Mi tía, mi amiguito y yo, 1942 - Guachinango, 1943 - Troje, 1943 - Orquídeas, 1944 - Viernes de Dolores, 1944 — 45 - La tierra, 1945 - Coscomates, 1945 | - Retrato de Edmé Moya, 1945 - Zapata , 1945 - Payasos, 1945 - Autorretrato, 1946 - Naturaleza muerta con huachinangos, 1946 - Armario abierto, 1946 - Llamas de Machu Pichu, 1946 - Caballos en el río, 1946 - El idilio, 1946 - La niña indiferente, 1947 - Autorretrato, 1947 - Alacena, 1947 - La soga, 1947 |

## Признание

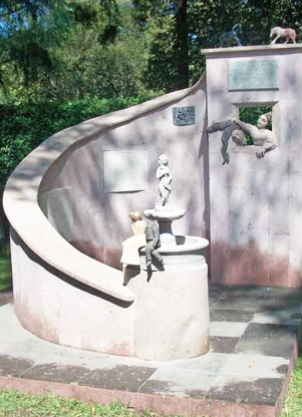
Гробница Марии Искьердо в Ротонде прославленных людей Мехико.

По фамилии художницы назван кратер на Меркурии ().
В ноябре 2012 останки художницы были перезахоронены в Ротонде выдающихся деятелей.